# Esperanto Filmoj

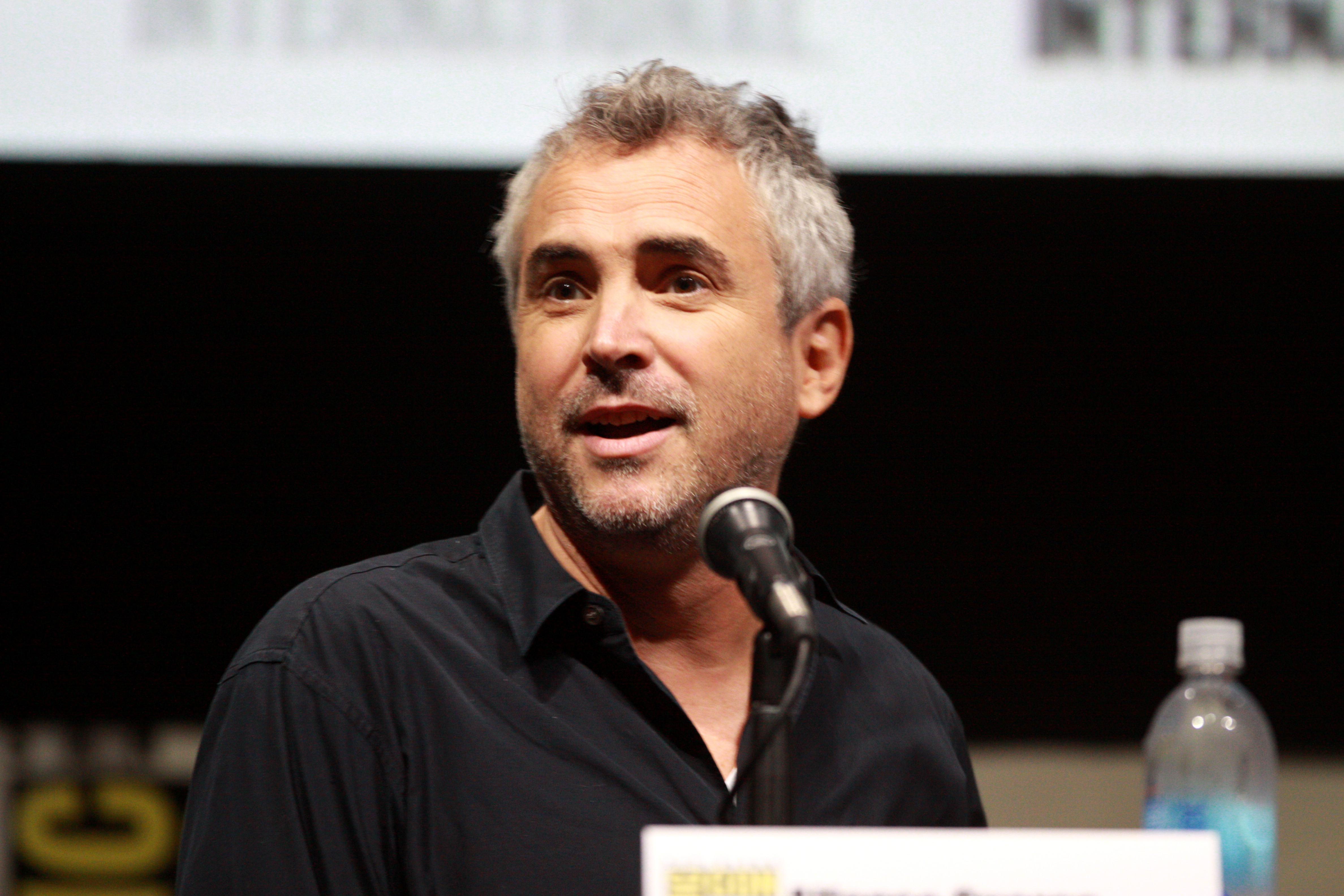
Alfonso Cuarón, Director e Icono del Cine Mexicano

Esperanto Filmoj es una compañía productora mexicana-estadounidense de filmes y material televisivo ubicada en Sherman Oaks, Estados Unidos, propiedad del director mexicano Alfonso Cuarón. 
El nombre de la empresa fue ideado por Guillermo del Toro, quien llama a la cinematografía «el nuevo esperanto». Filmoj es el término en esperanto para películas, y Cuarón ha expresado públicamente su apoyo y fascinación hacia esta lengua auxiliar artificial.

## Producciones
- Temporada de patos (2004)
- Crónicas (2004)
- El asesinato de Richard Nixon (2004)
- El laberinto del fauno (2006)
- Año uña (2007)
- The Possibility of Hope (2007)
- La doctrina del shock (cortometraje, 2007)
- Rudo y Cursi (2008)
- Gravedad (2013)
- Believe (2014, coproducida con Bad Robot Productions y Warner Bros. Television)
- Roma (2018, coproducida con Participant Media)